# پروتوپرفیرین IX
پروتوپرفیرین IX (به انگلیسی: Protoporphyrin IX) با فرمول شیمیایی C34H34N4O4 یک ترکیب شیمیایی با شناسه پاب‌کم 4971 است. که جرم مولی آن ۵۶۲٫۶۵۸ گرم بر مول می‌باشد. 